# Pratval
Pratval (toponimo tedesco) è una frazione di 294 abitanti del comune svizzero di Domleschg, nella regione Viamala (Canton Grigioni).

## Geografia fisica
Pratval è situato nella Domigliasca, alla destra del Reno Posteriore.

## Storia

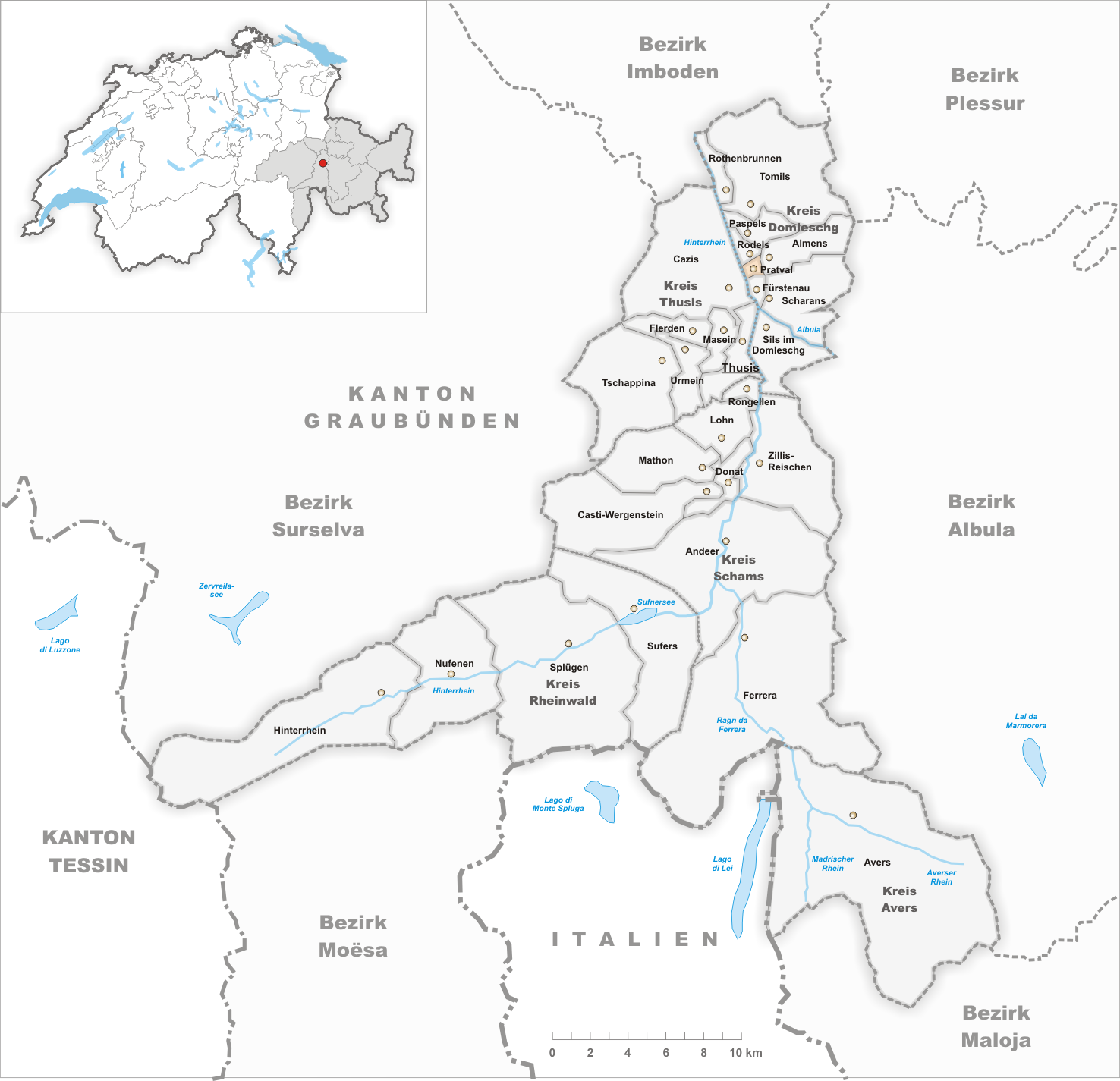
Il territorio del comune di Pratval prima degli accorpamenti comunali del 2015

Fino al 1845 ha fatto parte di Almens, poi di Fürstenau; nel 1851 è stato istituito il comune autonomo, che si estendeva per 0,77 km² e che il 1º gennaio 2015 è stato aggregato agli altri comuni soppressi di Almens, Paspels, Rodels e Tomils per formare il nuovo comune di Domleschg.

## Monumenti e luoghi d'interesse

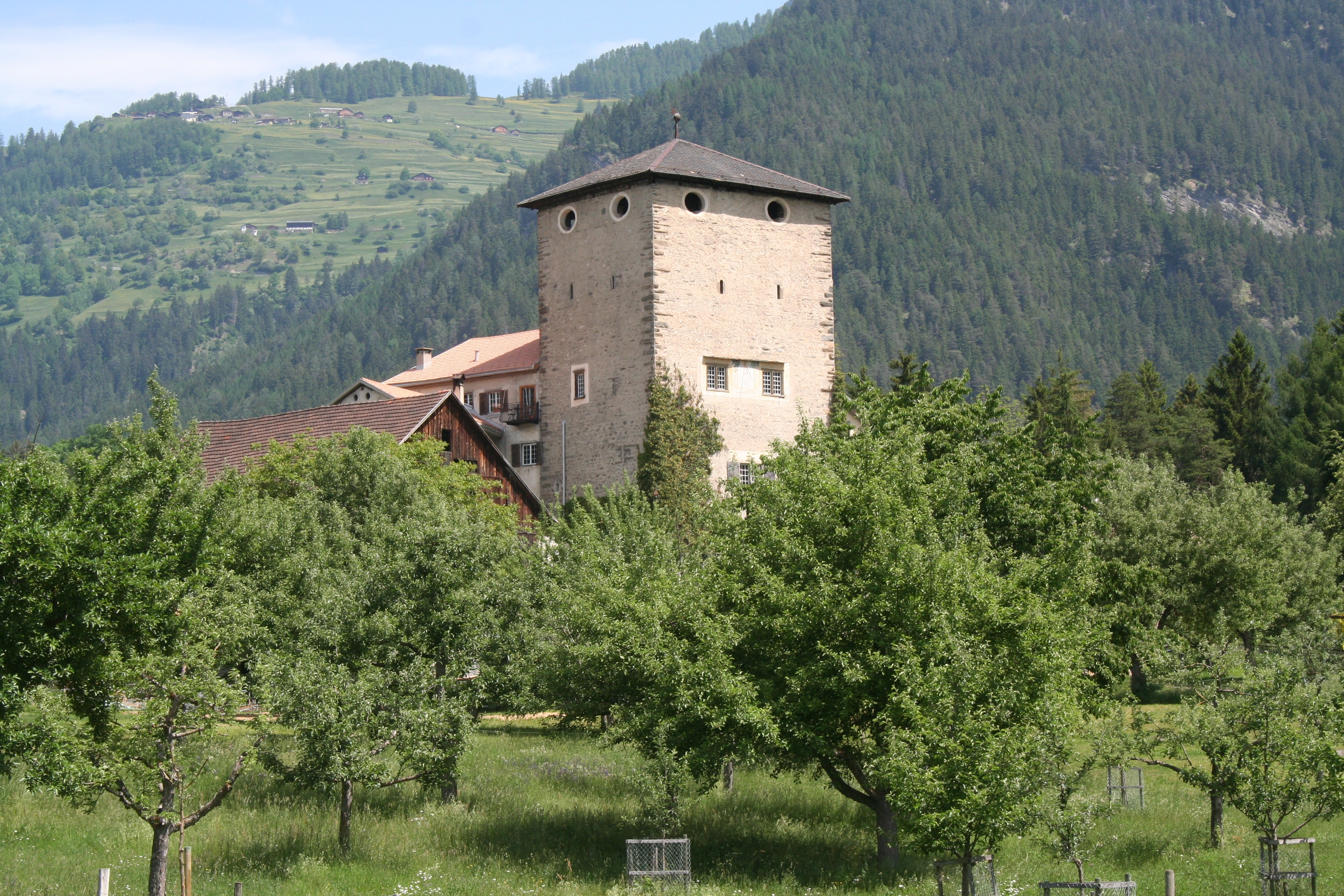
Il castello di Rietberg

- Castello di Rietberg, costruito nel XII-XIII secolo[2].

## Società

### Evoluzione demografica
L'evoluzione demografica è riportata nella seguente tabella:
Abitanti censiti

## Infrastrutture e trasporti
Dista 1,7 km dalla stazione ferroviaria di Rodels-Realta e 2,5 km dall'uscita autostradale di Thusis nord, sulla A13/E43; dista 26 km da Coira.